# Alison Hargreaves
Alison Hargreaves (ur. 17 lutego 1962 w Mickleover, zm. 13 sierpnia 1995 na K2) – brytyjska alpinistka i himalaistka.
W 1993 roku zrealizowała projekt samotnego przejścia sześciu klasycznych północnych ścian alpejskich (m.in. Matterhorn, Eiger, Grandes Jorasses i Petit Dru. 13 maja 1995 roku dokonała pierwszego pewnego wejścia na Mount Everest bez wsparcia i tlenu. 13 sierpnia 1995 roku dokonała udanego wejścia na K2 (jako piąta kobieta). Zginęła podczas zejścia z K2.